# John A. Gronouski
 (mars 2019).
Si vous disposez d'ouvrages ou d'articles de référence ou si vous connaissez des sites web de qualité traitant du thème abordé ici, merci de compléter l'article en donnant les références utiles à sa vérifiabilité et en les liant à la section « Notes et références ».
John Austin Gronouski, Jr., né le 26 octobre 1919 à Dunbar (Wisconsin) et mort le 7 janvier 1996 à Green Bay (Wisconsin), est un homme politique américain. Il est Postmaster General des États-Unis entre 1963 et 1965 dans l'administration du président John F. Kennedy et dans celle de son successeur Lyndon B. Johnson, puis ambassadeur des États-Unis en Pologne entre 1965 et 1968.

## Biographie
Il a été le percepteur des finances de l'État du Wisconsin.